# Ilya Green
Ilya Green, née en Provence en 1976, est une auteure de littérature jeunesse et illustratrice française.

## Biographie
Après des études de lettres, de cinéma puis d'art, Ilya Green commence à composer puis à publier ses premières histoires pour la jeunesse, concrétisant ainsi sa passion ancienne pour le dessin. En 2004, elle publie son premier livre, Histoire de l’œuf chez Didier jeunesse dans lequel Olga, petite fille curieuse, apparait pour la première fois. Olga poursuit ensuite ses aventures dans quatre autres ouvrages.
Ilya Green publie en tant qu'auteure-illustratrice mais travaille aussi comme illustratrice en collaboration avec des auteurs d'ouvrages de jeunesse tels qu'Olivier Adam, Nathalie Hense, Stéphane Servant, Natalie Tual, Elsa Valentin.
En 2009, à la Foire du livre de jeunesse de Bologne, l'un des plus grands salons internationaux de littérature jeunesse, la « Mention » Opera Prima, catégorie Non-Fiction est décerné à l'ouvrage Les Rêves racontés aux petits curieux, sur un texte de Sylvie Baussier, qu'Ilya Green a illustré.
En 2014, elle est l'invitée de la 8e édition de « Partager ses lectures, accueillir un auteur » à la médiathèque de Mauguio-Carnon dans l'Hérault.
Elle expose régulièrement dans des bibliothèques et librairies,.
Elle vit et travaille au Vigan.

## Style
Le style d'Ilya Green est reconnaissable à l'onirisme qui imprègne les dessins. Elle utilise des techniques variées : coloriage, peinture, feutres mais aussi découpage, calque, motifs des vêtements, représentation de la nature, expressivité du regard et rondeurs des personnages pour donner à ses dessins une force évocatrice,. « Je puise dans mes souvenirs d’enfance, dans la nature. Je m’inspire de motifs de tissus récoltés çà et là pour créer un monde poétique, baigné par le rêve et l’imaginaire. »
On remarque un refus des stéréotypes liés au genre. Ilya Green illustre des albums abordant le sujet des clichés comme Marre du rose, au titre explicite, où une petite fille déteste le rose mais aime les garçons sensibles, elle choisit de représenter le père de Bou et les Trois Zours  en train de faire la cuisine tandis que la mère peint ou enfin, réalise une histoire sur l'égalité fille-garçon dans La dictature des petites couettes,.

## Prix et sélections
- « Mention » Opera Prima, catégorie Non-Fiction 2009[3], à la Foire du livre de jeunesse de Bologne, pour Les Rêves racontés aux petits curieux, texte de Sylvie Baussier, illustrations de Ilya Green.
- Bou et les 3 Zours, texte d’Elsa Valentin, illustrations d'Ilya Green, Prix des enfants de la 23e édition du Salon du livre de Troyes de 2009[12].
- Mon arbre est donné à tous les bébés nés en 2012 dans les départements de l'Ain, du Lot, des Pyrénées-Orientales, du Puy-de-Dôme, de La Réunion, de la Savoie et de Seine-et-Marne[13],[14].
- Voilà, voilà est donné à tous les bébés nés en 2013 et 2014 dans le département de l'Hérault[1],[15].

## Œuvre

### Auteure et illustratrice
- Histoire de l'œuf, Didier Jeunesse, 2004
- Olga, arracheuse de marguerite, Didier Jeunesse, 2006
- Strongboy, le tee-shirt de pouvoir, Didier Jeunesse, 2007
- Sophie et les petites salades, Didier Jeunesse, 2008
- Le pestacle, Didier jeunesse, 2010
- Mon arbre, Didier jeunesse, 2012
- Voilà voilà, Didier jeunesse, 2012
- La dictature des petites couettes, Didier jeunesse, 2014
- Tout Autour, Didier Jeunesse, 2016
- Mon bébé, Nathan, 2017
- Mon château, Nathan, 2017
- Les petits amis de la nuit, Didier Jeunesse, 2017

### Illustratrice
- La ronde des chansons, Lito, 2007
- Les Rêves racontés aux petits curieux, Sylvie Baussier, Syros, 2008  « Mention » Opera Prima, catégorie Non-Fiction 2009 à la Foire du livre de jeunesse de Bologne[3].
- Bou et les 3 Zours, Elsa Valentin, L'Atelier du poisson soluble, 2008
- Jolie Lune et le secret du vent, Mary-Hélène Sarno, Flammarion / Père Castor, 2008
- Petits contes pour rêver, Glénat, 2009
- Marre du rose, Nathalie Hense, Albin Michel, 2009
- Bulle et Bob à la plage, Natalie Tual, Didier jeunesse, 2009
- Ti Poucet, Stéphane Servant, Didier jeunesse, 2009
- Bulle et Bob dans la cuisine, Natalie Tual, Didier jeunesse, 2010
- Peter Pan & Wendy, James Matthew Barrie, Didier jeunesse, 2011
- Achile et la rivière, Olivier Adam, Actes Sud junior, 2011
- Le masque[2], Stéphane Servant, Didier jeunesse, 2011
- Les plus belles berceuses jazz, Didier jeunesse, 2012
- Le Petit Chaperon rouge, Jacob Grimm, Père Castor-Flammarion, 2013
- Nos beaux doudous, Stéphane Servant, Didier jeunesse, 2013
- Bulle et Bob au jardin, Natalie Tual, Didier jeunesse, 2014
- Bulle et Bob préparent Noël, Natalie Tual, Didier jeunesse, 2014
- Jazz sous la lune : berceuses et standards jazz, Misja Fitzgerald-Michel, traduction V. Rouzeau, Didier jeunesse, 2015
- Ours et gouttes, Elsa Valentin, Didier jeunesse, 2015
- 100 % yoga des petits : bien dans son corps, bien dans sa tête, Elisabeth Jouanne, Bayard jeunesse, 2015
- Bulle et Bob se déguisent, Nathalie Tual, Didier jeunesse, 2016
- Petit jardin de poésie : extraits, Robert Louis Stevenson, texte français de Christian Demilly, Grasset jeunesse, 2017
- Tout petit, Marie Sellier, Casterman, 2018